# Корнієнко Володимир Володимирович
Володимир Володимирович Корнієнко (21 грудня 1949, Мукачеве, Закарпатська область, Українська РСР, СРСР — 23 березня 2023) — кандидат технічних наук; Міністерство інфраструктури України, заступник Міністра — керівник апарату (з травня 2011).

## Життєпис
Народився 21 грудня 1949 в Мукачевому, Закарпатська область).

### Освіта
1976 — Дніпропетровський інститут інженерів залізничного транспорту, «Електрифікація залізниць».

### Кар'єра
З 1967 — електромонтер Мукачівської дільниці електропостачання Львівської залізниці. Служив в армії. Навчався в інституті.
З 1976 — електромеханік, начальник цеху, головний інженер Мукачівської дільниці електропостачання Львівської залізниці, начальник дільниці електропостачання, старший електромеханік електролабораторії, головний інженер, начальник Львівської дистанції електропостачання Львівської залізниці.
З 1995 — начальник служби електропостачання Львівської залізниці.
З 2000 — начальник Головного управління електрифікації та електропостачання,
06.2002-09.2003 — заступник генерального директора Державної адміністрації залізничного транспорту України.
05.09.2003 — 22.01.2004 — перший заступник Міністра транспорту України.
05.01.-24.02.2005 — генеральний директор Державної адміністрації залізничного транспорту України.
01.2004 — 24.02.2005 — перший заступник Міністра транспорту України — керівник апарату.
10.08.2006 — 09.01.2008 — перший заступник Міністра транспорту та зв'язку України.
01.-10.2008, 06.2009-03.2010 — перший заступник генерального директора Державної адміністрації залізничного транспорту України.
22.03.2010 — 28.12.2010 — перший заступник Міністра транспорту та зв'язку України.
28.12.2010 — 17.12.2014 — заступник Міністра інфраструктури України, керівник апарату.

## Звання
Почесний залізничник. Заслужений працівник транспорту України. Орден «За заслуги» III ст. (жовтень 2003). Почесна грамота Кабінету Міністрів України (2001).
Державний службовець 2-го рангу (листопад 2003), 1-го рангу (листопад 2007).

## Родина
Одружений; має 2 синів.